# محمد بن جعفر المدائني
أبو جعفر محمد بن جعفر، الثقفي، المدائني، البزاز، من رواة الحديث، عاش في المدائن، مات في عام ست ومائتين.

## روايته للحديث
- سمع: ورقاء بن عمر، وشعبة ومنصور بن أبي الأسود، ومستلم بن سعيد ومحمد بن طلحة بن مصرف.
- روى عنه: أحمد بن حنبل، حجاج بن يوسف الشاعر، وعلي بن شعيب البزاز، وحاتم بن الليث الجوهري، وعباس بن محمد الدوري، ومحمد بن أبي العوام الرياحي.
- الجرح والتعديل: قال أبو حاتم الرازي: يكتب حديثه ولا يحتج به. وقال أبو حاتم بن حبان البستي: المدائني الثقفي. وقال أبو دواد السجستاني: ليس به باس. وقال أحمد بن حنبل: لا بأس به، ومرة: سمعت منه، ولكن لم أرو عنه قط، ولا أحدث عنه بشئ أبدا. وقال ابن حجر العسقلاني: صدوق فيه لين. قال ابن عبد البر الأندلسي: ليس هو بالقوي عندهم. قال عبد الباقي بن قانع البغدادي: ضعيف. وقال مصنفوا تحرير تقريب التهذيب: صدوق حسن الحديث، فابن قانع وابن عبد البر ليسا بمنزلة أحمد ولا أبو داود.